# Bulbophyllum blepharicardium
Bulbophyllum blepharicardium là một loài phong lan thuộc chi Bulbophyllum.